# Deleornis
Genre
Deleornis est un genre de passereaux de la famille des Nectariniidae. Il se trouve à l'état naturel dans le centre et l'Ouest de l'Afrique,.

## Liste des espèces
Selon la classification de référence du Congrès ornithologique international (version 8.1, 2018) :
- Deleornis axillaris (Reichenow, 1893) — Souimanga à tête grise
- Deleornis fraseri (Jardine & Selby, 1843) — Souimanga de Fraser
  - Deleornis fraseri cameroonensis (Bannerman, 1921)
  - Deleornis fraseri fraseri (Jardine & Selby, 1843)
  - Deleornis fraseri idius (Oberholser, 1899)